# クアラブライト
クアラブライト（マレー語: Kuala Belait、ジャウィ文字表記:  کوالا بلايت ）はブルネイ・ダルサラーム国ブライト地区クアラ・ブライト郡にある町。同国の首都・バンダルスリブガワンに次ぐ都市であり、ブライト地区の行政庁所在地として機能する。地元では単にブライトとも言う。特に都市名と地区名を区別する必要がある場合はブライト町（マレー語: Pekan Belait）と称する。
「クアラブライト」とは「ブライト川の河口」という意味である。「クアラ」 (Kuala) という語には2本の川の合流点（落合）と河口の2つの意味があるが、ここでは河口の意味である。「ブライト」 (Belait) とは河川・地区の名前である。

## 地理
クアラブライトはブルネイの西端、マレーシア・サラワク州との国境近くに位置し、北緯4度35分 東経114度11分 / 北緯4.59度 東経114.18度である。ブライト川が西および南を流れ、スンガイ・パダン村 (Kampong Sungai Pandan) およびムモン村（Kampong Mumong）と東部が接する。町の中心街は南シナ海に面した北の海岸にある。
かつてのブライト地区行政庁所在地であるクアラ・バライ (Kuala Balai) はクアラブライトの南方にあり、道路と川によって結ばれている。石油の町セリアは約16km東にある。首都バンダルスリブガワンへは約120km北東にあるが、同じ距離だけ南西に向かえばマレーシアの都市ミリに達する。

## 歴史
20世紀に入るまでクアラブライトは小さな漁村にすぎなかった。原住民はブライト人というマレー人の一派で、彼らは主に漁業を生業としていた。地域の慣習により、ブライト人は2つの集団に分かれており、一方はブライト川河口の西岸へ移動し、現在のスンガイ・ツラバン村 (Kampong Sungai Teraban) を形成した。
発展のきっかけとなったのはパダン・ブラワ（Padang Berawa、現在のセリア）で石油が発見されたことである。当時クアラ・バライというブライト川の上流にある町がブライト地区の行政庁所在地であったが、クアラブライトの方が交通の便が良かったために新たに開発され、クアラブライトが新しい行政庁所在地となった。当時のクアラ・バライにはブルネイ国内の他の都市と連絡する道路がなかった。
クアラブライト衛生局 (The Kuala Belait Sanitary Board) が1930年代に設置され、クアラブライトは村から町へ登記を変更した。同局の設置はブライト・セリア行政局（マレー語 : Lembaga Bandaran Kuala Belait dan Seria）の前身である。なお、ブルネイでは町は行政局、村は村議会によって統治される。第二次世界大戦中は日本人の統治下に置かれたが、戦後自治を回復する。
オマール・アリ・サイフディーン国王 (Sultan Omar Ali Saifuddin) の施政下でクアラブライトは近代的な商業施設が建設され、よく知られるものにプリティ通り (Jalan Pretty) のショップハウスやHSBCグループの支店がこの時開店した。
1984年にブルネイがイギリスから独立すると多数の新政府の庁舎が建設され、政府の地方業務を開始した。21世紀に入ると町の中心地にホテルの建設が進み、劇的に風景が変化してきている。

## カンポン
クアラブライトの町は更にカンポン（Kg.と略す）と呼ばれる村に分割されている。以下にそれを示す。

### 市内
クアラブライトは繁華街地域で構成され、スティア・ディ・ラジャ通り (Jalan Setia DiRaja) が南縁を、スティア・パーラワン通り (Jalan Setia Pahlawan) が東縁を成す。
以下に掲げる村はすべてを網羅したものではない。
- プカン・ブライト村 (Kampong Pekan Belait)
- ムラユ・アスリ村 (Kampong Melayu Asli) - クアラブライトモスクがある。
- ムラユ・バル村 (Kampong Melayu Baru)
- シナ村 (Kampong Cina) - 中国人学校チュン・フア中等学校 (Chung Hua Middle School) がある。
- ツムンゴン村 (Kampong Temenggong)
- ルボク・パラム村 (Kampong Lubok Palam)

### 郊外
クアラブライトの周辺にはこの町の郊外として機能するものがある。以下に主要なものを挙げる。
- スンガイ・ツラバン村 (Kampong Sungai Teraban) - ブライト川を挟んでクアラブライトと向かい合う。
- パンダン村 (Kampong Pandan) - ブライト地区最大の村でクアラブライトの真東にある。
- ムモン村 (Kampong Mumong) - 東部に複合スポーツ施設がある。
- スンガイ・ドゥホン (Kampong Sungai Duhon) - クアラブライトの商業港がある。
- ラサウ村 (Kampong Rasau) - スンガイ・ツラバン村の南にある小村。

※ SungaiはSg.と略記することが多い。

## 資源
クアラブライトは陸上にあるラサウガス田の近隣にあるが、クアラブライト町内にガス井はない。しかしながらブルネイシェル石油はこの町に石油やガスの生産のためのさまざまな施設を置いている。
クアラブライト・ブンクリン・ステーション (Kuala Belait Bunkering Station, KBBS) はブライト川河口付近にある。この施設は国内向けのガスを生産する設備を有し、その他の大量の化学物質をも生産することで多くの産業を支えている。クアラブライト埠頭 (Kuala Belait Wharf) はブライト地区沖合の油井とを往来する従業員が上下船する拠点となっている。埠頭の南にはクアラブライト補給基地があり、ブルネイシェル石油の営業拠点となっている。海洋建設作業場 (Marine Construction Yard, SCO) は海上構造物を建設する重要な作業場である。
ラサウ油田はクアラブライトの南西にあるラサウ村の名を冠しているがスンガイ・ツラバン村にもまたがっており、大半はスンガイ・ツラバン村にある。クアラブライト郊外のスンガイ・ドゥホン村やスンガイ・パンダン村にもいくつかの油田・ガス田がある。

## 観光
クアラブライトは多くの観光地がある。その中のいくつかを挙げる。
- 25周年記念公園 (Silver Jubilee Park) - 南シナ海沿岸のマウラナ通り (Jalan Maulana) 沿いにあり、砂浜もある。ハサナル・ボルキア国王の王位継承25周年記念にクアラブライト市民が贈った記念品に答える形で開園した。公園の入り口には記念アーチ（マレー語: pintu gerbang）が建てられ、小屋・シェルター・トイレ・子ども広場にはモニュメントが置かれている。
- ザ・モニュメント - ハサナル・ボルキア国王生誕50年を記念してブライト川河畔のSKBBビルとクアラブライトボートクラブの間に設置されている。
- クアラブライトボートクラブ (Kuala Belait Boat Club, KBBC)
- 旅客フェリー - 対岸のスンガイ・ツラバン行きのフェリーが就航していた。

近郊の観光地
- 急須ラウンドアバウト (kiri roundabout) - スンガイ・パンダン村にある、ブルネイシェル石油の資金援助で建設中の交差点。
- イスタナ・マングルラ (Istana Mangelella) - ブルネイ国王のブライト地区における宮殿。
- スシ・エクスカペード (Sushi Excapade) - WYショッピングセンターとタイルマート (TyreMart) の近くにある有名寿司店。安価で美味しい寿司を提供することで人気である。

他のブライト地区の観光地としては、旧行政庁所在地のクアラ・バライ、石油の町のセリアがある。

## 気候
クアラブライトは熱帯雨林気候である。常に高温多湿で年中雨が降る。乾季は非常に高温で20℃から33℃の範囲で変動し、なおかつ多湿である。雨季は温暖で雨と晴天を繰り返す。クアラブライトの気候は首都バンダルスリブガワンとよく似ているが、首都が亜熱帯であるのに対してクアラブライトは熱帯に属する。
| 月            | 1月 | 2月 | 3月 | 4月 | 5月 | 6月 | 7月 | 8月 | 9月 | 10月 | 11月 | 12月 | 年   |
| ------------- | --- | --- | --- | --- | --- | --- | --- | --- | --- | ---- | ---- | ---- | ---- |
| 最高気温（℃） | 25  | 27  | 29  | 30  | 31  | 33  | 33  | 33  | 31  | 22   | 20   | 20   | -    |
| 最低気温（℃） | 18  | 18  | 18  | 19  | 21  | 23  | 26  | 24  | 23  | 19   | 19   | 18   | -    |
| 降水量（mm）  | 86  | 135 | 178 | 170 | 231 | 290 | 248 | 305 | 244 | 122  | 66   | 71   | 2129 |

## 交通
道路
大半の道路は舗装されているが、すべての舗装道路がダンプカーの通行に耐えうる強度を持つわけではない。メインストリートはプリティ通り (Jalan Pretty) で多くの商店や商業ビルが建ち並ぶ。
地理的な要因から東にあるセリアと道路で結ばれている。主要な幹線道路はクアラブライトの西にマレーシアとの国境付近から港町のムアラ (Muara) へ至るセリア・ムアラバイパスが町の南部を通っており、ムモン村のパンダン・リマ通り (Jalan Pandan Lima) から来たクアラブライトハイウェー (Kuala Belait Highway) が接続する。この道路上にはブライト川に架かっている通行料3ドルの有料橋がある。この橋はクアラブライトのウォーターフロントから眺めることができる。スンガイ・ツラバン村、そしてマレーシアのミリへ行く場合、この橋を渡ることになる。かつては、クアラブライト埠頭からフェリーを利用することもできた。
タクシー・バス
タクシー乗り場はプリティ通りの北端の西方、HSBCビルの前にある。タクシーの初乗り運賃は3ドルである。タクシーの運賃は前もって交渉しておくと良い。バスターミナルはタクシー乗り場の真向かいにあり、3つの定期便がある。（2006年1月現在）
- スンガイトゥジョー (Sungai Tujoh) 行き - マレーシア・ミリ方面、2日に1便運行
- クアラ・ルラー（Kuala Lurah、ブルネイ・ムアラ地区）行き - マレーシア・リンバン方面、1日1便
- セリア行き - 1時間に3便、7時から18時まで運行（ただし、昼間12時から13時は運休）

公共交通を利用してバンダルスリブガワンへ行くにはタクシーを利用するか、バスでセリアまで行き、セリアでバンダルスリブガワン行きのバスに乗り換える。
鉄道
鉄道はクアラブライトにはない。
水上交通
「水上タクシー」も利用可能でクアラブライト市場に近いクアラブライト埠頭から川をさかのぼってクアラ・バライへ行くことができる。クアラブライトボートクラブが運航する船を利用すれば南シナ海沿岸の近隣の村々へ海を渡って行くことができる。
クアラブライト港はブルネイの3つある港湾のうちの1つである。港湾の河口寄りにはブルネイシェル石油専用港があり、一般の利用は禁止されている。商業港はクアラブライトの南のスンガイ・ドゥホン村に位置し、河口からやや上流寄りにある。河川の堆積作用により水深が浅いため浅めに設計された船舶のみ入港可能。2つの防波堤が造られて土砂の堆積を防止しようとしているものの、港を操業し続けるためには定期的な浚渫（しゅんせつ）が必要である。
スンガイ・ツラバン行きのフェリーが就航していたが2005年より運航を停止している。6時から18時まで運航しており、乗船料は片道3ドルであった。
航空
クアラブライトには空港はなく、空路を利用するにはブルネイ国際空港（バンダルスリブガワン）かミリ空港（マレーシア）へ行く必要がある。スリ・スリ・ブガワン病院 (Suri Seri Begawan Hospital) にはヘリポートがある。

## 教育
ブルネイの国立図書館であるデワン・バハサ・ダン・プスタカ図書館のクアラブライト分館がここに置かれている。また、以下のような学校がクアラブライトにある。
- クアラブライト小学校 (Sekolah Rendah Kuala Belait) - 公立
- アーマッド・タジュディン小学校 (Sekolah Rendah Ahmad Tajuddin) - 公立、クアラブライト小学校のすぐ近くにある。
- プンギラン・スティア・ジャヤ・プンギラン・アブドゥル・モミン小学校 (Sekolah Rendah Pengiran Setia Jaya Pengiran Abdul Momin) - パンダン村の公立小学校
- セントジェームスミッションスクール (St. James' Mission School) - イングランド国教会系の私立学校
- セントジョンズミッションスクール (St. John's Mission School) - カトリック系の私立学校
- チュン・フア中等学校クアラブライト校 - 中国人系の私立学校
- プルダナ・ワズィル中等学校 (Sekolah Menengah Perdana Wazir) - 公立
- ジェフリ・ボルキア工科大学 (Jefri Bolkiah Technical College) - 公立大学
- スルタン・オマール・アリ・サイフディーン宗教学校 (Sekolah Agama Sultan Omar Ali Saifuddin)
- インターナショナルスクール・クアラブライト校 (International School Brunei, Kuala Belait) - ブラカス (Berakas) にあるインターナショナルスクール・ブルネイ (ISB) の分校。

クアラブライト郊外の学校
- PJN Pg. Hj.アブ・バカール中等学校 (Sekolah Menengah PJN Pg. Hj. Abu Bakar) - 旧ムモン中等学校 (Sekolah Menengah Mumong)。クアラブライト最高の学校として知られる。
- サイディナ・アリ中等学校 (Sekolah Menengah Sayyidina Ali) - 首都以外で初めて開校した6年制の中等学校。スンガイ・パンダン村にある。